# Film Institut
Film Institut (FI), appelé en français Institut du film est une entreprise de production audiovisuelle suisse ayant son siège à Berne et fondée en 1921 par Milton Ray Hartmann avec la participation d'August Kern.

## Histoire
L'institut est nommé à sa fondation en 1921 Schweizer Schul- und Volkskino (SSVK) soit Centrale suisse du cinéma scolaire et populaire. Il est le premier à organiser des séances de cinéma populaire ambulant dans toute la Suisse, y compris dans des régions reculées. Il mettait à disposition opérateurs et projecteurs. Il produit surtout des films documentaires et des films scolaires. La centrale est fondée sous les auspices notamment de la Croix-Rouge suisse.

## Filmographie

### Centrale suisse du cinéma scolaire et populaire
- années 1920 : De l'Amazone à la Terre de Feu
- 1923 : Die Geheimnisse der Kalmuckensteppe, par August Kern et Milton Ray Hartmann
- 1927 : Tartarenfreuden
- 1927 : An der Wolga
- 1927 : Tartarenwirtschaft
- 1927 : Tartarenhochzeit
- 1927 : Bei den Kalmücken
- 1927 : Heilige Stätten
- 1927 : Kalmückentänze
- 1927/1928 : Bilder aus der Schweiz
- 1935 : Zyt ischt Gält
- 1955 : Ruf der Berge
- 1974 : Claudia oder Wo ist Timbuktu?, de Mario Cortesi d'après Max Bolliger
- 1975 : Yesterday when I was young, de Mario Cortesi
- 1978/1979 : Der Landvogt von Greifensee

## Directeur
- Jürg Schneider ( -1996)[7]

## Collaborateurs
- Jean Brocher[8]
- Conrad Arthur Schläpfer[9]
- August Kern (1921-1932)[3]
- Heinz Schmidt[7]